# The True Story of Eskimo Nell
Pour plus de détails, voir Fiche technique et Distribution.
The True Story of Eskimo Nell est un film australien réalisé par Richard Franklin, sorti en 1975.

## Fiche technique
- Titre français : The True Story of Eskimo Nell
- Réalisation : Richard Franklin
- Scénario : Richard Franklin et Alan Hopgood
- Photographie : Vincent Monton
- Musique : Brian May
- Pays d'origine : Australie
- Genre : western
- Date de sortie : 1975

## Distribution
- Max Gillies : Deadeye Dick
- Serge Lazareff : Mexico Pete
- Butcher Vachon : The Alaskan Kid
- Abigail : Esmerelda
- Kris McQuade : Lil
- Grahame Bond : Bogger
- Ernie Bourne : Barman
- Elke Neidhart